# Museum Tower Charlotte
Pour le gratte-ciel de Dallas (Texas), voir Museum Tower.
Le Museum Tower Charlotte est un immeuble de 43 étages dans le quartier chic de Charlotte, en Caroline du Nord. Le bâtiment mesure 139 m et comprend 394 unités.
Sa construction a démarré le 1er mai 2015, et l'immeuble a été ouvert le 16 juin 2017.
Il doit son nom au lieu de sa construction : il a en effet été construit au-dessus du Musée des Monnaies (Mint Museum) de Charlotte.